# ستولیزوماب پگول
ستولیزوماب پگول (به انگلیسی: CDP870) (Certolizumab pegol، با نام تجاری Cimzia) پادتن تک‌تیره درمانی با عامل نکروز تومور آلفا (TNF-α)، برای درمان کرون (بیماری)، آرتریت روماتوئید، ورم مفاصل پسوریاتیک و اسپوندیلیت انکیلوزان، تولید شده توسط یوسی‌بی (UCB) می‌باشد.